# Trichoplusia parallela
Trichoplusia parallela är en fjärilsart som beskrevs av Walker 1857. Trichoplusia parallela ingår i släktet Trichoplusia och familjen nattflyn. Inga underarter finns listade i Catalogue of Life.